# Жабокрицький Олександр Сергійович
Олекса́ндр Сергі́йович Жабокрицький (нар. 29 січня 1981, Умань) — колишній український футболіст, півзахисник.

## Біографія
Олександр Жабокрицький народився 29 січня 1981 року в Умані Черкаської області. У семирічному віці разом із сім'єю переїхав до Славутича. У Славутичі почав займатися спортом: спочатку легкою атлетикою, а з 9 років — футболом.
У шістнадцятирічному віці дебютував за друголіговий «Славутич-ЧАЕС». 1998 року клуб припинив існування.
У 1999 потрапив на військову службу, служив у Севастополі на фрегаті «Гетьман Сагайдачний». Під час служби на Жабокрицького звернув увагу тодішній тренер ПФК «Севастополь» Валерій Петров, який вирішив узяти юнака в команду. У 2001—2002 роках гравець виступав за аматорський «Суднобудівник», а з 2002 року став виступати за ПФК «Севастополь», в складі якого провів 12 сезонів, в тому числі два в Прем'єр-лізі.
У серпні 2014 року, після того як «Севастополь» було розформовано, був заявлений за аматорський «СКЧФ Севастополь-2» в чемпіонат Криму. Згодом грав за ряд інших клубів окупованого півострова. По завершенні ігрової кар'єри залишився у Криму і став тренером команди «Ялта»

## Статистика виступів
| Сезон     | Клуб              | Ліга       | Чемпіонат | Чемпіонат | Кубок | Кубок |
| Сезон     | Клуб              | Ліга       | Ігри      | Голи      | Ігри  | Голи  |
| --------- | ----------------- | ---------- | --------- | --------- | ----- | ----- |
| 1997—1998 | «Славутич-ЧАЕС»   | Друга ліга | 2         | 0         | 0     | 0     |
| 2002—2003 | ПФК «Севастополь» | Друга ліга | 8         | 0         | 0     | 0     |
| 2003—2004 | ПФК «Севастополь» | Друга ліга | 23        | 2         | 1     | 0     |
| 2004—2005 | ПФК «Севастополь» | Друга ліга | 13        | 1         | 1     | 0     |
| 2005—2006 | ПФК «Севастополь» | Друга ліга | 27        | 8         | 0     | 0     |
| 2006—2007 | ПФК «Севастополь» | Друга ліга | 27        | 4         | 3     | 1     |
| 2007—2008 | ПФК «Севастополь» | Перша ліга | 32        | 2         | 2     | 0     |
| 2008—2009 | ПФК «Севастополь» | Перша ліга | 30        | 5         | 1     | 0     |
| 2009—2010 | ПФК «Севастополь» | Перша ліга | 32        | 8         | 1     | 1     |